# Quercus hypoxantha
Quercus hypoxantha — вид рослин з родини букових (Fagaceae), зростає на північному сході Мексики.

## Опис
Це чагарниковий вид до 3 метрів заввишки. Кора гладка, темно-сіра. Гілочки стрункі, стійко жовтувато запушені, з непомітними сочевичками. Листки напіввічнозелені, шкірясті, зворотно-яйцюваті, 3–5 × 1.5–2.5 см; основа мінлива, зазвичай серцеподібна; верхівка гостра або тупа; край товстий, загнутий, хвилястий, зубчастий у верхівковій половині; верх світло-зелений або сіро-зелений (іноді темніший), з дрібними, розсіяними волосками різного типу, крім залозистих; низ з щільним, вовняним, жовто-рожевим запушенням; ніжка червонувата, ± гола, 5 мм. Період цвітіння: червень. Чоловічі сережки завдовжки 5–6 см, з понад 20 квітками. Жіночі суцвіття завдовжки менше 1 см, з 1 або 2 квітками. Жолуді поодинокі, яйцюваті, завдовжки 10–15 мм; чашечка вкриває 1/2 горіха; дозрівають другого року у вересні.

## Середовище проживання
Зростає на північному сході Мексики (Сан-Луїс-Потосі, Коауїла, Нуево-Леон, Тамауліпас). Росте в гористих чагарниках, а також у соснових і оямелових лісах; на висотах від 1900 до 2850 метрів.